# Apodemus mystacinus
Apodemus mystacinus là một loài động vật có vú trong họ Chuột, bộ Gặm nhấm. Loài này được Danford & Alston mô tả năm 1877.